# اسپرانزا پیزارو
اسپرانزا پیزارو (انگلیسی: Esperanza Pizarro؛ زادهٔ ۱۵ آوریل ۲۰۰۱) بازیکن فوتبال اهل اروگوئه است.
از باشگاه‌هایی که در آن بازی کرده‌است می‌توان به باشگاه فوتبال ناسیونال اروگوئه اشاره کرد.
وی همچنین در تیم‌های ملی فوتبال Uruguay women's national under-17 football team, Uruguay women's national under-20 football team، و Uruguay women's national football team بازی کرده‌است.